# Sepiola aurantiaca
Sepiola aurantiaca é uma espécie de molusco pertencente à família Sepiolidae, conhecida por chopo.
A autoridade científica da espécie é Jatta, tendo sido descrita no ano de 1896.
Trata-se de uma espécie presente no território português, incluindo a zona económica exclusiva.